# Bledi kresničar
Bledi kresničar (znanstveno ime Ischnura pumilio) je predstavnik enakokrilih kačjih pastirjev iz družine škratcev, razširjen zlasti v Evropi.

## Opis
Je eden najmanjših evropskih kačjih pastirjev. Odrasli dosežejo 26 do 31 mm v dolžino, od tega zadek 22 do 25 mm, zadnji krili pa merita 14 do 18 mm. Osnovna obarvanost odraslih samcev je kovinsko modra s črnimi zgornjimi površinami telesa, podobno kot pri modrem kresničarju in ostalih sorodnikih, od katerih ga najlažje ločimo po velikih, dvobarvnih pterostigmah, ki sta na sprednjem paru kril večji kot na zadnjih, in svetlini na konici zadka (t. i. »pozicijski luči«). Ta ni na osmem, temveč na devetem členu zadka, le zadnja polovica osmega člena je prav tako svetla tudi na vrhu. Nedorasli samci so sprva rumenkasti, nato zeleni in šele na koncu razvoja pomodrijo, pravkar preobražene samice pa so živo oranžne in kasneje zelene.
Odrasli letajo od zgodnje pomladi do pozne jeseni.

## Habitat in razširjenost
Kot tipična pionirska vrsta se razmnožuje v novonastalih plitkih vodnih telesih, ki še niso zarasla, kot so luže v kamnolomih, jarki in občasno poplavljeni deli kmetijskih površin. V takih habitatih je populacija številčna prvih nekaj let po nastanku, kasneje z zaraščanjem pa upade. V naravnih habitatih je redek, vendar so tam populacije običajno trajnejše. Ta nahajališča so raznolika, od močvirij do izvirov in potokov (slednje predvsem v Sredozemlju.
Bledi kresničar je najpogostejši v zahodni Palearktiki (Evropa, z nekaj populacijami na severu Magreba v Severni Afriki), proti vzhodu pa, sicer manj gosto, prek Zahodne in Srednje Azije vse do severovzhodne Kitajske. Evropska razširjenost proti severu doseže Veliko Britanijo in skrajni jug Skandinavije, vendar kaže, da populacije na severu ne preživijo zime in vrsta te dele kolonizira vsakič znova. Opazna je širitev območja razširjenosti proti severu v zadnjih desetletjih, tako so vrsto na jugu Švedske prvič opazili šele leta 2012. Je eden redkih kačjih pastirjev, ki je koloniziral Azore in Madeiro precej daleč v Atlantskem oceanu. V južnejših predelih se lahko razvijeta dva rodova letno. V Sloveniji so pogosta opažanja posameznih osebkov na selitvah, pa tudi primernih vodnih teles v zgodnjih fazah sukcesije ne manjka, zato vrsta ne velja za ogroženo.